# Olimpijski šampioni
Olimpijski šampioni so športniki, ki so nastopili na olimpijskih igrah in osvojili kolajno. Sortirani so po olimpijskih športih oz. disciplinah.

## Športi poletnih olimpijskih iger
| - Atletika (moški) (ženske) - Badminton - Bejzbol - Boks - Dviganje uteži - Gimnastika (moški) (ženske) - Hokej na travi - Jadranje - Judo - Kajak-kanu (moški) (ženske) - Kolesarjenje (moški) (ženske) |  | - Konjeništvo - Košarka - Lokostrelstvo - Moderni peteroboj - Namizni tenis - Nogomet - Odbojka - Plavanje (moški) (ženske) - Rokoborba - Rokomet |  | - Sabljanje (moški) (ženske) - Sinhrono plavanje - Skoki v vodo - Softbol - Streljanje - Tekvondo - Tenis - Triatlon - Vaterpolo - Veslanje (moški) (ženske) |

### Pretekli športi
| - Baskovska pelota - Golf - Jeu de paume - Kriket |  | - Kroket - Lacrosse - Polo - Rackets |  | - Roque - Rugbi - Vlečenje vrvi - Vodni motorni športi |

## Športi zimskih olimpijskih iger
| - Akrobatsko smučanje - Alpsko smučanje - Biatlon - Bob - Kerling |  | - Deskanje na snegu - Hitrostno drsanje - Hitrostno drsanje na kratke proge - Hokej na ledu - Nordijska kombinacija |  | - Sankanje - Skeleton - Smučarski skoki - Smučarski teki - Umetnostno drsanje |